# جانب آخر
جانب آخر, (بالإنجليزية: Another Side)‏، هو أول ألبوم من هاي سكول ميوزيكال للمغني كوربن بلو. وكان أفرج عنه من تسجيلات هوليوود في 1 مايو 2007. وسجلت واحدة وكان أول من الألبوم، «دفع به إلى أقصى حد»، ويظهر على الصوت من فيلم قفزة في!. وذكرت أن الألبوم بلو لديها «البوب البحث والتطوير باء يشعر». الالبوم لأول مرة في عدد ستة وثلاثين لوحة في الولايات المتحدة 200، وبيع حوالي 18000 نسخة في الأسبوع الأول. وقال إنه يؤيد ألبومه الأول عن طريق القيام بجولة الصيف منفردا مع افتتاح قانون ميتشل موسو، جنبا إلى جنب مع فتح باب فانيسا هادجنز دولة ومقاطعة معرض 2008 جولة الصيف. وكان قد غطت اثنين من الأغاني.

## قائمة أغاني الألبوم
| #   | عنوان                                        | المدة |
| --- | -------------------------------------------- | ----- |
| 1.  | "ديل ويذ إت"                                 | 3:04  |
| 2.  | "إيقاف"                                      | 3:24  |
| 3.  | "رول معكم"                                   | 2:59  |
| 4.  | "قد قالت إنها ستكون"                         | 3:26  |
| 5.  | "يمكنني الحصول على وحيد"                     | 3:35  |
| 6.  | "نأتي إلى حزب"                               | 3:04  |
| 7.  | "اختلطت"                                     | 2:54  |
| 8.  | "لا يزال هناك بالنسبة لي (مع فانيسا هادجنز)" | 3:39  |
| 9.  | "مارشين"                                     | 3:02  |
| 10. | "لم يلتق قط فتاة مثلك"                       | 3:40  |
| 11. | "العمل المنزلي"                              | 2:58  |
| 12. | "ادفع به إلى أقصى حد"                        | 3:14  |

### مكافأة المسار
| #  | عنوان           | المدة |
| -- | --------------- | ----- |
| 1. | "وإذا قالت نعم" | 3:57  |
| 2. | "التخلص منه"    | 4:06  |

## الرسوم البيانية
| خريطة                     | قمة موقف | مبيعات   |
| ------------------------- | -------- | -------- |
| الولايات المتحدة لوحة 200 | 36       | 120,000+ |

## روابط خارجية
- جانب آخر على موقع أول موفي (الإنجليزية)